# ديفيد هوليستر
ديفيد هوليستر هو سياسي أمريكي، ولد في 3 أبريل 1942 في كالامازو في الولايات المتحدة. نشط حزبياً في الحزب الديمقراطي. وقد انتخب عضو مجلس نواب ميشيغان ‏.

## وصلات خارجية
- ديفيد هوليستر على موقع اللجنة الأولمبية الأسترالية (الإنجليزية)